# 스포칸스
스포칸스(네덜란드어: Spokaans)는 네덜란드 언어학자인 로날트 트베휘센이 만든 인공어이다. 아일랜드 남서쪽에 있는 가공의 섬나라인 스포카니아에서 쓰이는 말로 설정되어 있다.

## 반응
로날트 트베휘센이 이 언어를 생각하고 작업에 손을 댄 것은 아직 어릴 때였는데, 인터넷 등장 이후로 널리 대중화된 가공 지리, 가공 세계의 선조격인 셈이다. 오늘날 인공어 가운데는 가공 지리, 가공 세계, 대체 역사 등의 설정과 함께 이어져 있는 경우가 매우 많지만, 그 당시로는 매우 드문 일이었기 때문에 네덜란드 언론의 주목을 받게 되어 라디오 및 TV등의 전파를 타기도 하였고, 스포카니아의 여행 참고서가 발간되는 등의 붐이 있었다.

## 성질
스포칸스는 아틀란티스 어족이라는 가공의 어족에 속하며 어휘는 기존 언어에서 빌려오지 않고 독자적으로 뽑아서 사용하였다. 다만 지리 설정상 유럽어의 영향을 받는 것이 자연스러우므로, 기본 어휘와 문법 틀은 독자적인 것으로 세우고 차용어는 유럽어에서 빌리는 식으로 언어 영역을 넓혔다. 개발자의 표현을 빌리면, 스포칸스의 문법은 괴상함으로 가득차 있다. 스포칸스 대백과사전에는 항목만 해도 2만 5천개에 달한다.